# Bizmut rodzimy
Bizmut rodzimy – minerał z gromady pierwiastków rodzimych składający się głównie z wolnego bizmutu. Należy do minerałów rzadkich.
Tworzy niewielkie, romboedryczne kryształy (niezmiernie rzadko). Tworzy skupienia ziarniste, zbite, blaszkowate lub dendryczne. Jest nieprzezroczysty, kruchy, nieco strugalny i kowalny. Zazwyczaj szybko matowieje i czernieje.

## Występowanie
Powstaje dzięki procesom powiązanym z działalnością magmową i hydrotermalną. Najczęściej występuje w żyłach kruszcowych. Towarzyszy złożom cyny, wolframu, kobaltu, uranu. Bywa spotykany w skałach metamorficznych zwanych grejzenami. Niekiedy występuje w pegmatytach, granitach, gnejsach. Towarzyszą mu zazwyczaj kwarc, bizmutynit, chalkopiryt, arsenopiryt, galena oraz kalcyt.

### Miejsca występowania
Boliwia – Oruro, Tasna, Peru, Meksyk, USA – Kolorado, Kalifornia, Kanada – Ontario, Australia – Nowa Południowa Walia, Queensland, Japonia, Niemcy, Czechy, Hiszpania.

### W Polsce
Na Dolnym Śląsku – w Ciechanowicach, Miedziance, okolicach Kowar, w Masywie Śnieżnika, w Górach Kaczawskich.

## Wykorzystanie
Minerał jest ciekawostką kolekcjonerską, jego złoża stanowią natomiast źródło pozyskania pierwiastka, znajdującego zastosowanie m.in. w produkcji farb, ale także jako wypełniacz w rentgenoskopii.